# Ledvice
Ledvice település Csehországban, Teplicei járásban. Ledvice Hostomice, Světec, Zabrušany, Duchcov és Bílina településekkel határos. Lakosainak száma 536 fő (2024. január 1.).

## Népesség
A település lakosságának változását az alábbi diagram mutatja:
| Lakosok száma | 413  | 3309 | 4193 | 2435 | 541  | 529  | 546  | 544  | 531  | 536  |
|               | 1869 | 1890 | 1921 | 1950 | 1980 | 2001 | 2017 | 2019 | 2022 | 2024 |